# Šagovina Mašićka
Šagovina Mašićka naselje je u općini Okučani u Brodsko-posavskoj županiji. Nalazi se istočno od Okučana, zapadno od Šagovine Cerničke i sjeverno od Žuberkovca na planini Psunju.
Prema popisu stanovništva iz 2011. godine Šagovina Mašićka imala je 7 stanovnika, dok je 2001. imala 18 stanovnika od toga 6 Hrvata i 11 Srba.
| broj stanovnika | 175   | 169   | 128   | 164   | 195   | 236   | 239   | 267   | 224   | 209   | 231   | 228   | 239   | 209   | 18    | 7     | 5     |
|                 | 1857. | 1869. | 1880. | 1890. | 1900. | 1910. | 1921. | 1931. | 1948. | 1953. | 1961. | 1971. | 1981. | 1991. | 2001. | 2011. | 2021. |

Šagovina Mašićka do 1900. iskazivana je pod imenom Šagovina, a u I. izdanju knjige Naselja[što?]

## Povijest
U Domovinskom ratu velikosrpski je agresor imao jako uporište u ovom selu, a HV je ovaj kraj oslobodio 19. prosinca 1991.